# Olympische Winterspiele 1998/Freestyle-Skiing
Bei den XVIII. Olympischen Spielen 1998 in Nagano fanden vier Wettbewerbe im Freestyle-Skiing statt. Austragungsort war das Wintersportgebiet Iizuna Kōgen Sukī-jō.

## Bilanz

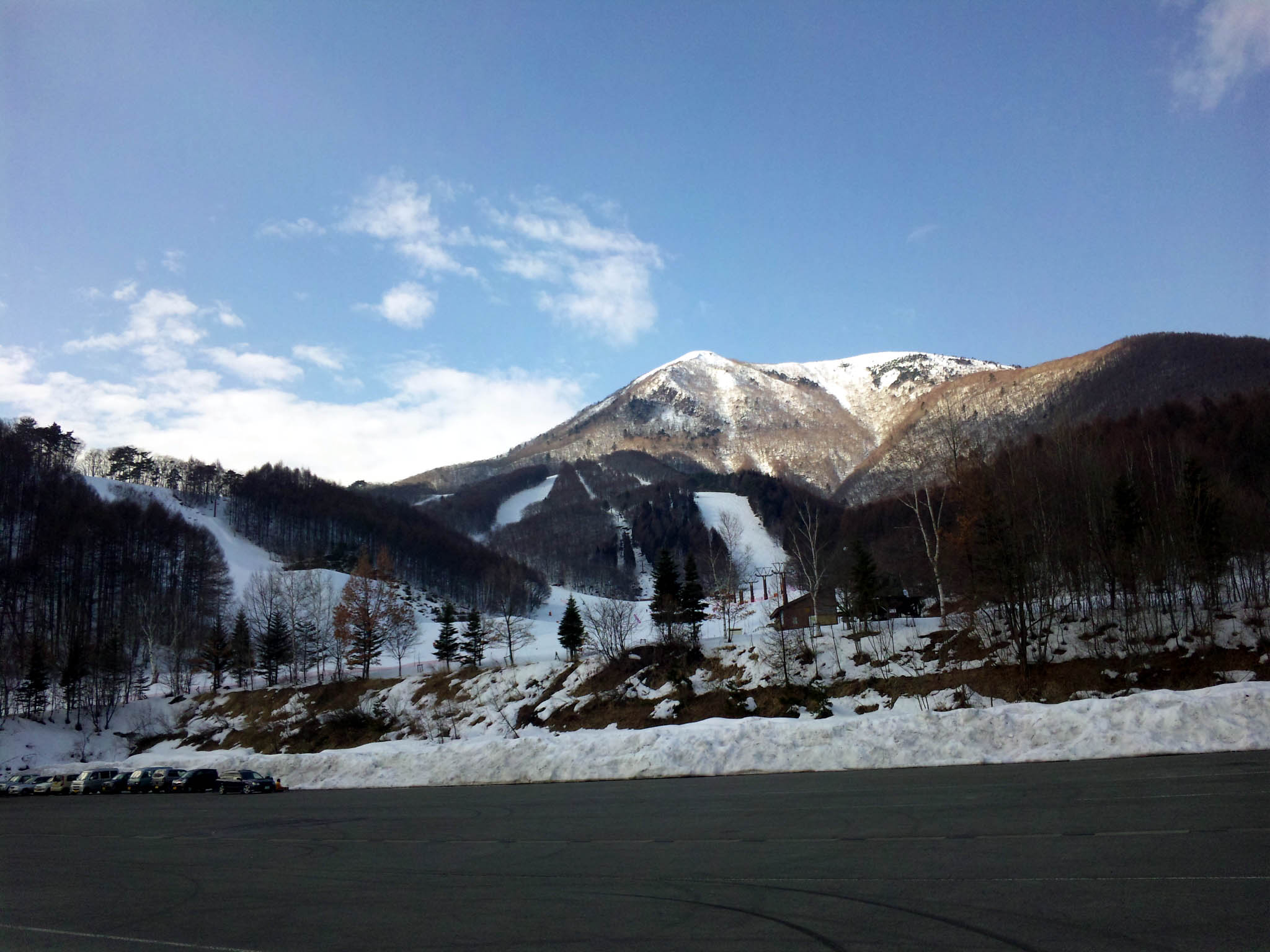
Iizuna Kōgen

### Medaillenspiegel
| Platz | Land                | Gold | Silber | Bronze | Gesamt |
| ----- | ------------------- | ---- | ------ | ------ | ------ |
| 1     | Vereinigte Staaten  | 3    | –      | –      | 3      |
| 2     | Japan               | 1    | –      | –      | 1      |
| 3     | Finnland            | –    | 1      | 1      | 2      |
| 4     | Deutschland         | –    | 1      | –      | 1      |
| 4     | Frankreich          | –    | 1      | –      | 1      |
| 4     | Volksrepublik China | –    | 1      | –      | 1      |
| 8     | Norwegen            | –    | –      | 1      | 1      |
| 8     | Schweiz             | –    | –      | 1      | 1      |
| 8     | Belarus             | –    | –      | 1      | 1      |

### Medaillengewinner
| Konkurrenz  | Gold          | Silber            | Bronze                  |
| ----------- | ------------- | ----------------- | ----------------------- |
| Aerials     | Eric Bergoust | Sébastien Foucras | Dsmitryj Daschtschynski |
| Buckelpiste | Jonny Moseley | Janne Lahtela     | Sami Mustonen           |

| Konkurrenz  | Gold        | Silber              | Bronze        |
| ----------- | ----------- | ------------------- | ------------- |
| Aerials     | Nikki Stone | Xu Nannan           | Colette Brand |
| Buckelpiste | Tae Satoya  | Tatjana Mittermayer | Kari Traa     |

## Ergebnisse Männer

### Aerials
| Platz | Land | Sportler                | Punkte |
| ----- | ---- | ----------------------- | ------ |
| 1     | USA  | Eric Bergoust           | 255,64 |
| 2     | FRA  | Sébastien Foucras       | 248,79 |
| 3     | BLR  | Dsmitryj Daschtschynski | 240,79 |
| 4     | CZE  | Aleš Valenta            | 232,25 |
| 5     | USA  | Britt Swartley          | 231,61 |
| 6     | RUS  | Alexander Michailow     | 229,98 |
| 7     | AUT  | Christian Rijavec       | 227,60 |
| 8     | BLR  | Aljaksej Hryschyn       | 220,99 |
| 9     | UKR  | Stanislaw Krawtschuk    | 219,94 |
| 10    | CAN  | Nicolas Fontaine        | 216,93 |

Qualifikation: 16. Februar 1998 
 Finale: 18. Februar 1998
Anlage: „Olympic Aerials Hill“ 

Anlauflänge: 65 m; Anlaufgefälle: 26° 
 Auslauflänge: 35 m; Auslaufgefälle: 37°
26 Teilnehmer, davon 25 in der Wertung.

### Buckelpiste
| Platz | Land | Sportler          | Punkte |
| ----- | ---- | ----------------- | ------ |
| 1     | USA  | Jonny Moseley     | 26,93  |
| 2     | FIN  | Janne Lahtela     | 26,00  |
| 3     | FIN  | Sami Mustonen     | 25,76  |
| 4     | CAN  | Jean-Luc Brassard | 25,52  |
| 5     | FIN  | Lauri Lassila     | 25,43  |
| 6     | SWE  | Jesper Rönnbäck   | 25,32  |
| 7     | CAN  | Ryan Johnson      | 25,25  |
| 8     | CAN  | Stéphane Rochon   | 25,01  |
| 9     | SWE  | Kurre Lansburgh   | 24,71  |
| 10    | USA  | Alex Wilson       | 24,68  |

Qualifikation: 8. Februar 1998 
 Finale: 11. Februar 1998
Piste: „Olympic Moguls Course“ 

Pistenlänge: 250 m; Pistenbreite: 9,5 m; Gefälle: 26,5° 

Start: 1270 m; Ziel: 1165 m; Höhenunterschied: 105 m
32 Teilnehmer, alle in der Wertung.

## Ergebnisse Frauen

### Aerials
| Platz | Land | Sportlerin           | Punkte |
| ----- | ---- | -------------------- | ------ |
| 1     | USA  | Nikki Stone          | 193,00 |
| 2     | CHN  | Xu Nannan            | 186,97 |
| 3     | SUI  | Colette Brand        | 171,83 |
| 4     | UKR  | Tetjana Kosatschenko | 167,32 |
| 5     | UKR  | Ala Zuper            | 166,12 |
| 6     | NOR  | Hilde Synnøve Lid    | 160,18 |
| 7     | CHN  | Guo Dandan           | 159,74 |
| 8     | UKR  | Julija Kljukowa      | 153,15 |
| 9     | CAN  | Veronica Brenner     | 151,15 |
| 10    | UKR  | Olena Juntschyk      | 139,05 |
| 11    | SUI  | Michèle Rohrbach     | 129,36 |
|       |      |                      |        |
| 15    | SUI  | Evelyne Leu          | 148,72 |
| 16    | AUT  | Sabina Hudribusch    | 147,43 |

Qualifikation: 16. Februar 1998 
 Finale: 18. Februar 1998
Anlage: „Olympic Aerials Hill“ 

Anlauflänge: 65 m; Anlaufgefälle: 26° 
 Auslauflänge: 35 m; Auslaufgefälle: 37°
26 Teilnehmerinnen, davon 25 in der Wertung.

### Buckelpiste
| Platz | Land | Sportlerin          | Punkte |
| ----- | ---- | ------------------- | ------ |
| 1     | JPN  | Tae Satoya          | 25,06  |
| 2     | GER  | Tatjana Mittermayer | 24,62  |
| 3     | NOR  | Kari Traa           | 24,09  |
| 4     | USA  | Donna Weinbrecht    | 24,02  |
| 5     | CAN  | Ann-Marie Pelchat   | 24,02  |
| 6     | FIN  | Minna Karhu         | 23,83  |
| 7     | JPN  | Aiko Uemura         | 23,79  |
| 8     | USA  | Liz McIntyre        | 23,72  |
| 9     | GER  | Sandra Schmitt      | 23,67  |
| 10    | USA  | Ann Battelle        | 23,65  |
|       |      |                     |        |
| 20    | SUI  | Corinne Bodmer      | 19,93  |

Qualifikation: 8. Februar 1998 
 Finale: 11. Februar 1998
Piste: „Olympic Moguls Course“ 

Pistenlänge: 250 m; Pistenbreite: 9,5 m; Gefälle: 26,5° 

Start: 1270 m; Ziel: 1165 m; Höhenunterschied: 105 m
26 Teilnehmerinnen, alle in der Wertung.